# Cabinet des chiens
Le cabinet des chiens est une salle du château de Versailles, en France.

## Localisation

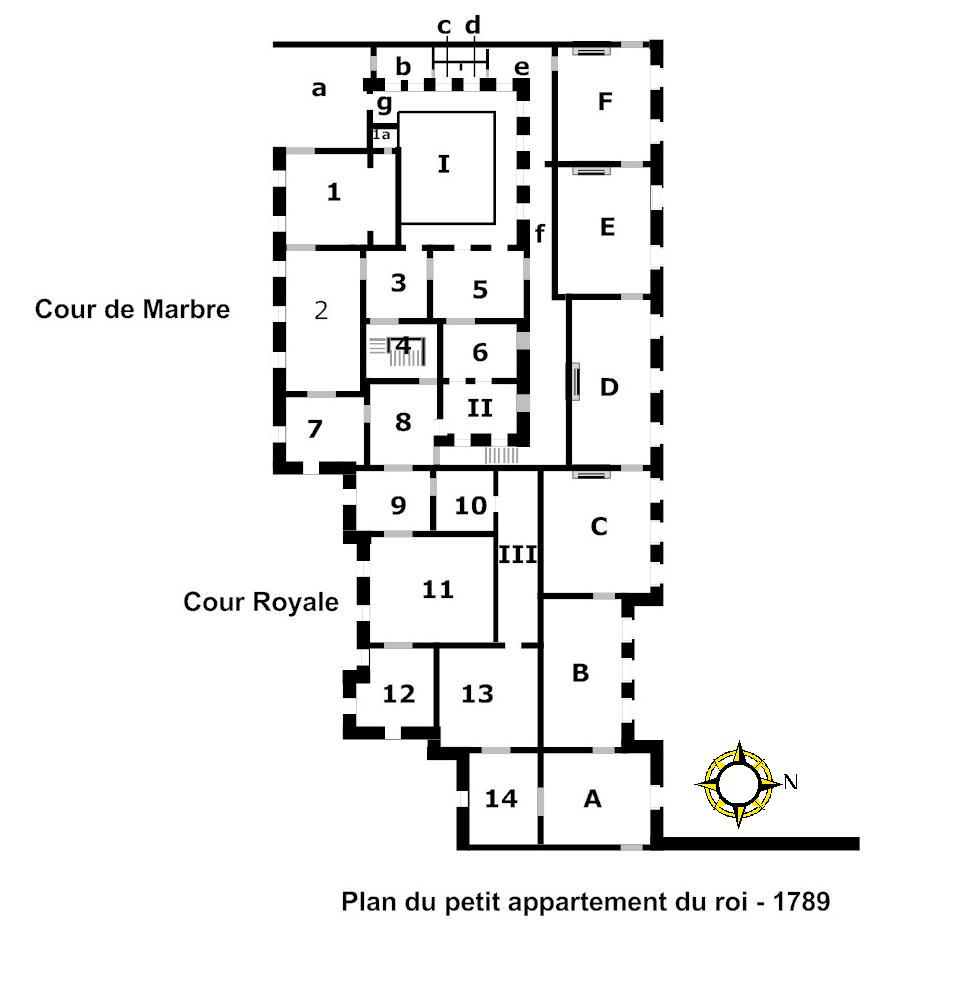
Plan du petit appartement du roi en 1789 ; Le cabinet des chiens est indiqué en 3.

Le cabinet des chiens est situé dans le Petit appartement du Roi, au premier étage du bâtiment principal du château de Versailles.
La pièce communique au nord avec la salle à manger des retours de chasse, à l'est avec le degré du Roi et au sud avec le cabinet de la Pendule. À l'ouest, la pièce surplombe la cour des Cerfs.